# Faces da Verdade
Faces da Verdade (no original: Nothing But the Truth) é um filme norte-americano de 2008, dos gêneros drama e suspense, dirigido por Rod Lurie.

## Enredo
O presidente Lyman (Scott Williamson) é baleado em uma tentativa de assassinato. Em retaliação, os Estados Unidos bombardeiam a Venezuela, o provável culpado.
Rachel Armstrong (Kate Beckinsale), uma ambiciosa repórter do jornal Capital Sun-Times de Washington, D.C., está se preparando para publicar um relatório que alega que o governo Lyman mentiu ao Congresso e ao público norte-americano sobre a responsabilidade da Venezuela pela tentativa de assassinato, e que a administração recebeu um memorando do agente da CIA que investigava a conexão com a Venezuela, afirmando que ela não encontrou nenhuma ligação entre a Venezuela e a tentativa de assassinato. O relatório também revela que a agente da CIA é Erica Van Doren (Vera Farmiga), uma colega mãe na escola do filho de Rachel. Rachel confronta Van Doren e pede confirmação e Erica se recusa a cooperar. Rachel, que não tem dúvidas sobre a veracidade do relatório, publica sua história e vira notícia de primeira página com o total apoio da editora Bonnie Benjamin (Angela Bassett) e do assessor jurídico Avril Aaronson (Noah Wyle).
Como revelar a identidade de um agente secreto é um delito de traição e como o indivíduo que vazou a informação para Rachel é uma ameaça potencial à segurança nacional, o promotor federal especial Patton Dubois (Matt Dillon) convoca um grande júri e exige saber quem é sua fonte, informações que ela se recusa a divulgar. O advogado Albert Burnside (Alan Alda), contratado pelo jornal para defender Rachel, está certo de que sua amizade pessoal com o juiz Hall facilitará as coisas e fica chocado quando sua cliente é presa por desacato ao tribunal.
Os dias se transformam em semanas, e depois em meses, durante os quais Van Doren é assassinada em um ataque com motivação política. Ainda assim, Rachel defende firmemente o princípio da confidencialidade, uma posição que eventualmente separa seu marido Ray (David Schwimmer), afasta seu filho Timmy (Preston Bailey), e custa a seu jornal em apuros milhões de dólares em multas e taxas legais. No entanto, Dubois está interessado apenas na fonte original de Armstrong. Armstrong implora a Dubois que ela nunca poderia desistir de sua fonte, pois eles teriam que lidar com as consequentes ramificações da morte de Van Doren. Burnside chega a discutir o caso dela perante a Suprema Corte, mas eles decidem contra ele por 5–4, citando a preocupação primordial com a segurança nacional.
Eventualmente, o juiz Hall decide libertar Armstrong da prisão, pois está convencido de que ela nunca divulgará sua fonte e, portanto, não pode ser pressionada por continuar encarcerada. No dia em que ela é libertada, Dubois faz com que os oficiais dos EUA a prendam por obstrução da justiça e a convence a aceitar um acordo para uma sentença reduzida em vez de ir a julgamento. Ela concorda com dois anos de prisão, com possibilidade de liberdade condicional por bom comportamento. Enquanto Armstrong é levada para a instalação, ela relembra seu tempo como voluntária na escola de Timmy, e quando ela falou com a filha de Van Doren, Alison, que revelou a ela em uma excursão escolar que sua mãe trabalhava para o governo e recentemente foi para a Venezuela em "negócios", revelando assim Alison como a fonte original.

## Elenco
- Kate Beckinsale ... Rachel Armstrong
- Matt Dillon ... Patton Dubois
- Angela Bassett ... Bonnie Benjamin
- Alan Alda ... Alan Burnside
- Vera Farmiga ... Erica Van Doren
- David Schwimmer ... Ray Armstrong
- Courtney B. Vance ... Agente O'Hara
- Noah Wyle ... Avril Aaronson
- Preston Bailey ... Timmy Armstrong
- Floyd Abrams ... Juiz Hall
- Kristen Bough ... Allison Van Doren
- Julie Ann Emery ... Agente Boyd
- Robert Harvey ... Warden
- Michael O'Neill ... Diretor da CIA

## Recepção
No consenso do agregador de críticas Rotten Tomatoes diz que é "um suspense político bem trabalhado (...) conta com um elenco forte, que ajuda o drama da vida real fazer uma transição sem esforço para a tela grande."Na pontuação onde a equipe do site categoriza as opiniões da grande mídia e da mídia independente apenas como positivas ou negativas, o filme tem um índice de aprovação de 82% calculado com base em 60 comentários dos críticos. Por comparação, com as mesmas opiniões sendo calculadas usando uma média aritmética ponderada, a nota alcançada é 6,8/10.
Em outro agregador, o Metacritic, que calcula as notas das opiniões usando somente uma média aritmética ponderada de determinados veículos de comunicação em maior parte da grande mídia, tem uma pontuação de 64/100, alcançada com base em 12 avaliações da imprensa anexadas no site, com a indicação de "revisões geralmente favoráveis".